# 緋色の記憶〜美しき記憶の秘密〜
『緋色の記憶〜美しき記憶の秘密〜』（ひいろのきおく〜うつくしききおくのひみつ〜）は、NHK総合の月曜ドラマシリーズで2003年1月6日〜1月27日に放送されたトマス・H・クック原作のテレビドラマ。

## キャスト
- 吉住薫：鈴木京香
- 藤枝粧子：室井滋
- 藤枝利樹：國村隼
- 濱田直行：夏八木勲
- 濱田直行（少年時代）：市原隼人
- 浅井舞子：秋定里穂
- 相沢弁護士：嶋田久作
- 野坂奈々：銀粉蝶
- 濱田徳士：岸部一徳
- 濱田睦子：倍賞美津子

## テーマ曲
- 「Sacred Color」アナスタシア・チェボタリョーワ

## スタッフ
- 原作：トマス・H・クック
- 脚本：野沢尚
- 音楽：岩代太郎
- 制作統括：内藤愼介、家喜正男
- プロデュース：池端俊二
- 演出：渡邊孝好

## サブタイトル
1. 追憶
2. 密会
3. 疑心
4. 凶行
5. 原罪